# موسم الطائف
موسم الطائف، هو أحد مواسم السعودية التي أطلقتها الهيئة العامة للسياحة والتراث الوطني، ويهدف لإبراز المقومات الثقافية والسياحية والتاريخية لمدينة الطائف.
وحمل موسم الطائف 2019 شعار «مصيف العرب» وتنوعت فعالياته، التي استمرت طوال شهر أغسطس، بين الرياضة والترفيه والثقافة والفنون وغيرها.

## الفعاليات
احتوى موسم الطائف على نحو 100 فعالية من أبرزها: مهرجان ولي العهد للهجن، وسوق عكاظ، ومهرجان الورد، وشارع الفن، بالإضافة إلى فعاليات أخرى كرياضة تسلق الجبال، وشارع الفن، إلى جانب إقامة عدد من المسرحيات.

## الوجهات الرئيسية
- سوق عكاظ، الذي شهد في العام 2019 أعمالا تطويرية وأضيفت إليه العديد من الأجنحة والفعاليات التاريخية والأنشطة الثقافية.
- متنزه الردف، ومن أبرز فعالياته قرية ورد.
- حديقة الملك فيصل، وتقام فيها فعاليات مهرجان ولي العهد للهجن فيما يقام سباق الهجن على ميدان الطائف.
- منطقتا الهدا والشفا حيث تقام فعاليات سادة البيد لهواة المشي الجبلي.[4][5]